# Abbaye de Königsmünster
L’abbaye de Königsmünster est une abbaye bénédictine appartenant à la congrégation ottilienne de la confédération bénédictine. Elle se trouve à Meschede dans l'arrondissement du Haut-Sauerland (Rhénanie-du-Nord), en Allemagne. Elle a été fondée en 1928 et est dédiée au Christ-Roi. L'abbaye dirige un gymnasium.

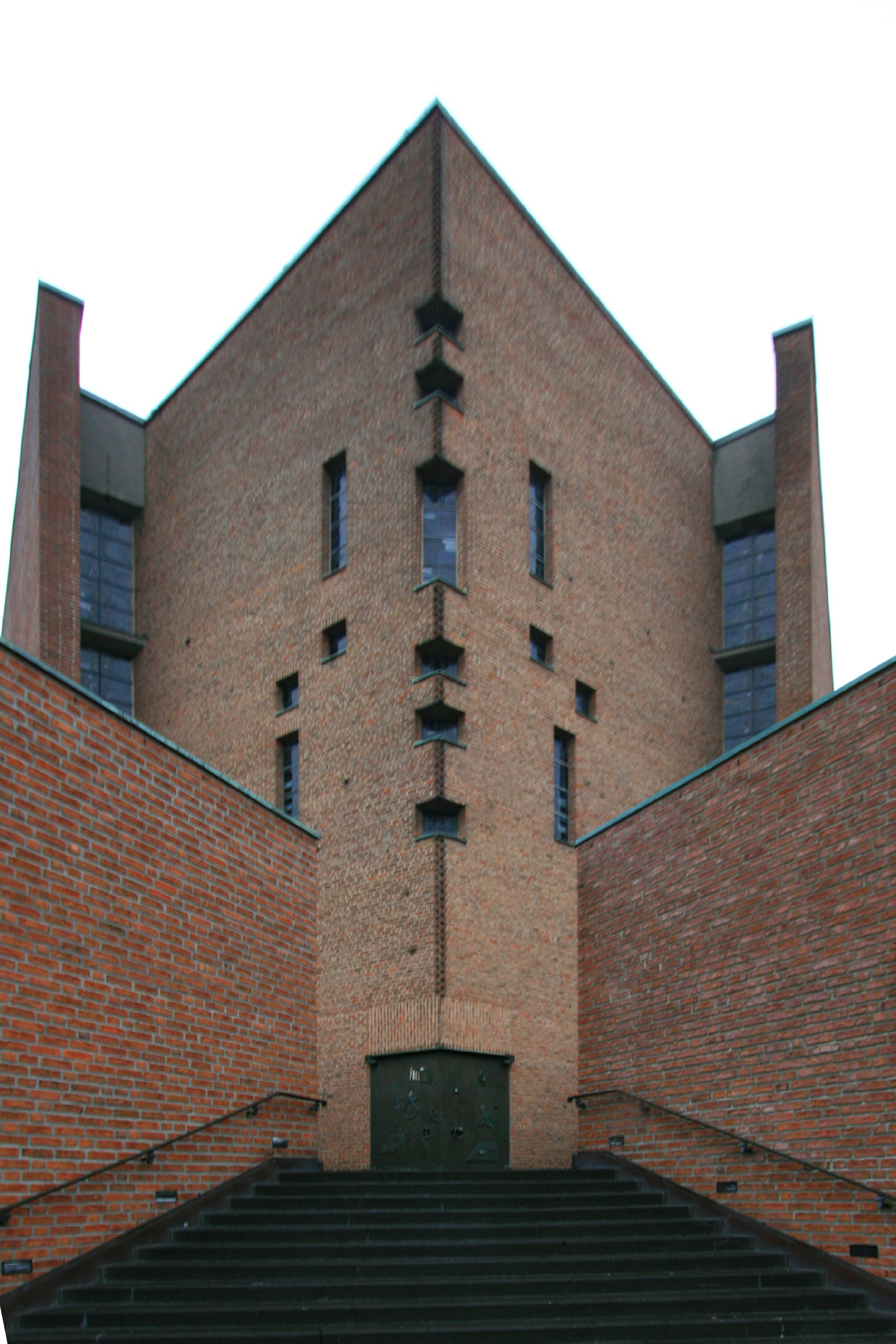
Abbaye Königsmünster - église d’entrée

## Histoire
Le P. Benedikt Lindemann, osb, ancien de Königsmünster, est l'abbé de la Dormition de Jérusalem depuis 1995.